# 55222 Makotoshinkai
55222 Makotoshinkai este o planetă minoră (asteroid), cu un diametru de 7,25 km, din Outer Main Belt⁠(d). A fost descoperită pe 12 septembrie 2001 la Goodricke-Pigott Observatory⁠(d) de Roy A. Tucker⁠(d) și a fost numită după Makoto Shinkai⁠(d). 
Obiectul prezintă o orbită caracterizată de o semiaxă mare de 3,2584362964966 UAi, o excentricitate de 0,23, o înclinație de 1,6 ° în raport cu ecliptica.